# Félix Gouin
Félix Gouin, född 4 oktober 1884, död 25 oktober 1977, var en fransk jurist och politiker.
Gouin anslöt sig 1904 till socialistpartiet och blev 1907 praktiserande advokat. Han blev 1924 medlem av deputeradekammaren och socialistiska kammargruppens vicepresident 1936. Gouin röstade 1940 mot Philippe Pétain, försvarade Léon Blum i Riomprocessen 1942 och flydde samma år till Spanien. Där hölls han internerad i tre månader, men kunde i augusti 1942 bege sig till London där han av Charles de Gaulle fick uppdraget att arbeta med författningsfrågor. I november 1943 valdes Gouin till president för Franska konsultativa församlingen i Alger. Han omvaldes till denna post efter Frankrikes befrielse 1944 och blev i november 1945 konstituerade församlingens talman. Han var konseljpresident januari–juli 1946, vice konseljpresident juni–december 1946 och minister utan portfölj i Paul Ramadiers första regering 1947.